# 剣持哲志
剣持 哲志（けんもち さとし、1955年 - ）は、昭和時代に活躍した陸上競技選手。元110メートルハードル日本記録保持者。群馬県出身。

## 略歴
群馬県立中之条高等学校を経て法政大学卒業。1971年、中之条高校に入学し、名将今井雅夫監督の指導で潜在能力が開花。1973年、関東高校陸上で、110mJHと走り幅跳びで2冠を達成。記録は14秒1と7m21という高校生離れしたもので、大きな注目を集めた。その後に行われた三重インターハイでは、大きな重圧の中、110mJHで14秒7をマークし見事に優勝した。高校卒業後、陸上競技の強豪・法政大学に進学。1年次から法政の主力選手として大活躍。1977年10月16日、日本学生選手権において14秒25の驚異的な日本新記録を樹立した。苅部俊二・斎藤嘉彦・為末大・内藤真人らは大学の後輩にあたる。